# Granados
Granados é uma cidade da Guatemala do departamento de Baja Verapaz.